# Airix
Airix est un outil de radiographie éclair à rayons X appartenant à la Direction des applications militaires (DAM) du commissariat à l'Énergie atomique. Il permet au CEA d'examiner dans le temps très bref d'une implosion les mouvements de matières précédant le fonctionnement d'une arme nucléaire. Cette machine est le plus puissant générateur de rayons X jamais construit[réf. nécessaire], elle a été fabriquée par le groupe Thomson. Airix, dont le programme a été décidé en 1992, a été mis en service en décembre 2000 à Pontfaverger-Moronvilliers dans la Marne, sur le site du polygone d’expérimentation de Moronvilliers (PEM). Intégré ensuite dans le programme TEUTATES en partenariat avec la Grande-Bretagne, à la suite des Traités de Londres (2010), connu aussi sous le nom d'Accords de Lancaster House. Airix permet d’optimiser les modèles de physique utilisés pour simuler numériquement les premières phases du fonctionnement des armes nucléaires, afin d'en garantir la fiabilité, à la suite de la ratification en 1998 par les deux pays du Traité d’Interdiction Complète des Essais nucléaires [TICE]. 
Conformément au planning du projet Epure (ensemble complet d'installations du CEA de Valduc le concernant), le premier générateur haute tension de l’accélérateur Airix, a été transporté du PEM dans l’installation de Valduc, où il est remonté et remis en service pour constituer le premier des trois axes radiographiques du site. Ce transport a été effectué grâce à la mise à disposition dans les délais prévus, par les équipes de la DAM, du hall générateur et du hall accélérateur où est installé Airix. La fin du transfert des éléments machine depuis le PEM a lieu en septembre 2013. Epure est mis en service opérationnel en octobre 2014. En 2022, deux axes supplémentaires sont mis en service, permettant ainsi une visualisation 3D.
Airix avec TERA‑1000 et le laser Mégajoule est un élément clé du programme Simulation.

## Présentation générale
Airix est constitué successivement :
- de trois accélérateurs linéaires produisant des faisceaux d'électrons d'une énergie de 20 MeV (millions d'électrons-volts)
- d'une cible métallique qui, irradiée par les électrons, produit un faisceau de rayons X de haute énergie
- d'une enceinte extrêmement résistante dans laquelle est placé le dispositif expérimental à radiographier
- de l'équipement nécessaire à l'enregistrement des images en rayons X obtenues après traversée par ces derniers de l'enceinte d'expérimentation.